# Nati nel 1936/Aprile
| Questa pagina contiene informazioni ricavate automaticamente dalle voci biografiche con l'ausilio del template Bio e di un bot. L'aggiornamento è periodico e automatico e ricostruisce completamente la pagina. Se manca una persona in questa lista, sei pregato di non aggiungerla, ma accertati piuttosto che la sua voce biografica contenga il template Bio e che i dati anagrafici siano correttamente compilati. Se il template Bio manca, inseriscilo tu stesso o, in alternativa, metti l'avviso {{tmp\|Bio}} che ne segnala la mancanza. Se i dati riportati sono sbagliati, correggi direttamente la voce biografica; le modifiche saranno visibili in questa lista entro pochi giorni. Per chiarimenti vedi il progetto biografie. La lista contiene solo le 176 persone che sono citate nell'enciclopedia e per le quali è stato implementato correttamente il template Bio. Pagina aggiornata al 10 ago 2025. |

- 1º aprile - Peter Collinson, regista e produttore televisivo britannico († 1980)
- 1º aprile - Jean-Pascal Delamuraz, politico svizzero († 1998)
- 1º aprile - Bill Foster, allenatore di pallacanestro statunitense († 2015)
- 1º aprile - Fritz Lüdi, bobbista svizzero
- 1º aprile - Abdul Qadeer Khan, ingegnere pakistano († 2021)
- 1º aprile - Kōji Wakamatsu, regista giapponese († 2012)
- 2 aprile - Pino Amenta, bassista italiano († 2015)
- 2 aprile - Eugenia Bonino, attrice italiana
- 2 aprile - Aurelio Galfetti, architetto svizzero († 2021)
- 3 aprile - Reginald Hill, scrittore britannico († 2012)
- 3 aprile - Scott LaFaro, bassista statunitense († 1961)
- 3 aprile - Salvatore Montalto, mafioso italiano († 2012)
- 3 aprile - Luiz Eça, pianista brasiliano († 1992)
- 4 aprile - Renato Alberti, calciatore italiano († 2022)
- 4 aprile - Michail Sinaevič Bogin, regista sovietico
- 4 aprile - Visvaldis Eglītis, cestista sovietico († 2014)
- 4 aprile - Giancarlo Facchinetti, compositore, pianista e direttore d'orchestra italiano († 2017)
- 4 aprile - Hans Grodotzki, mezzofondista tedesco
- 4 aprile - Luigi Lombardi Vallauri, filosofo italiano
- 4 aprile - Stuart MacKenzie, canottiere australiano († 2020)
- 4 aprile - Ferenc Németh, ex pentatleta ungherese
- 4 aprile - Giorgio Rochat, storico e biografo italiano († 2024)
- 4 aprile - Maureen Kennedy Salaman, scrittrice statunitense († 2006)
- 5 aprile - Piero Angelo Balzardi, politico italiano († 1992)
- 5 aprile - Davide Boriani, artista italiano
- 5 aprile - Ronnie Bucknum, pilota di Formula 1 statunitense († 1992)
- 5 aprile - Jaime Abdul Gutiérrez, generale e politico salvadoregno († 2012)
- 5 aprile - Natalino Irti, giurista italiano
- 5 aprile - Glenn Jordan, regista televisivo statunitense
- 5 aprile - Dragoljub Minić, scacchista serbo († 2005)
- 5 aprile - Elio Pecora, poeta, scrittore e saggista italiano
- 5 aprile - Oliviero Visentin, calciatore italiano († 2020)
- 6 aprile - Khurshid Aslam, hockeista su prato pakistano († 1993)
- 6 aprile - Thomas George Baker, calciatore gallese († 2024)
- 6 aprile - Emilio Busetto, calciatore italiano († 2014)
- 6 aprile - José Luis García Traid, calciatore e allenatore di calcio spagnolo († 1990)
- 6 aprile - Janine Gaurand, ex cestista francese
- 6 aprile - Fernando Masone, militare, poliziotto e prefetto italiano († 2003)
- 6 aprile - Manfred Schoof, trombettista tedesco
- 6 aprile - Edgardo Gabriel Storni, arcivescovo cattolico argentino († 2012)
- 6 aprile - Francesco Traniello, storico italiano
- 6 aprile - Giovanni Verucchi, ex ciclista su strada italiano
- 7 aprile - Ettore Adalberto Albertoni, politologo e politico italiano († 2018)
- 7 aprile - Carlo Azzali, calciatore e allenatore di calcio italiano († 1992)
- 7 aprile - José Martín Colmenarejo, ciclista su strada spagnolo († 1995)
- 7 aprile - Jean Flori, medievista francese († 2018)
- 7 aprile - Achille Fraschini, ex calciatore italiano
- 7 aprile - Elisabetta Karađorđević, principessa e attivista serba
- 7 aprile - Mick McGrath, calciatore irlandese († 2025)
- 7 aprile - Giancarlo Mezzalira, calciatore italiano († 2016)
- 8 aprile - Vasco Cantarello, canottiere italiano († 2024)
- 8 aprile - Francesco Carnelutti, attore e doppiatore italiano († 2015)
- 8 aprile - Lasse Braun, regista e scrittore italiano († 2015)
- 8 aprile - Prodan Gardžev, lottatore bulgaro († 2003)
- 8 aprile - Glyn Jones, calciatore inglese († 2022)
- 8 aprile - Klaus Löwitsch, attore tedesco († 2002)
- 9 aprile - Ulpiano Babol, nuotatore filippino († 1973)
- 9 aprile - Gloria Grosso, politica italiana
- 9 aprile - Ferdinando Imposimato, magistrato, politico e avvocato italiano († 2018)
- 9 aprile - Ghassan Kanafani, scrittore, giornalista e attivista palestinese († 1972)
- 9 aprile - Per Lindström, logico svedese († 2009)
- 9 aprile - Jerzy Maksymiuk, compositore, direttore d'orchestra e pianista polacco
- 9 aprile - Valerie Solanas, scrittrice, attrice e attivista statunitense († 1988)
- 9 aprile - Michael Somare, politico papuano († 2021)
- 10 aprile - Mihály Fülöp, schermidore ungherese († 2006)
- 10 aprile - Mišši Juchma, romanziere, drammaturgo e storico russo
- 10 aprile - John Madden, allenatore di football americano e telecronista sportivo statunitense († 2021)
- 10 aprile - Marco Pavignani, imprenditore italiano († 2015)
- 11 aprile - Alessandro Colombini, produttore discografico e paroliere italiano
- 11 aprile - Brian Michael Noble, vescovo cattolico britannico († 2019)
- 11 aprile - Jocy de Oliveira, pianista e compositrice brasiliana
- 11 aprile - Benito Rigoni, bobbista italiano († 2021)
- 11 aprile - Carla Ronci, personalità religiosa italiana († 1970)
- 11 aprile - Jimmy Sabater, musicista, compositore e arrangiatore statunitense († 2012)
- 11 aprile - Michele Sellitti, politico italiano († 2022)
- 11 aprile - Jeanne Stunyo, ex tuffatrice statunitense
- 11 aprile - Ivonka Survilla, politica bielorussa
- 12 aprile - Sergio Carantini, calciatore italiano († 2013)
- 12 aprile - Tony Earl, politico e avvocato statunitense († 2023)
- 12 aprile - Anna Maria Mori, giornalista e scrittrice italiana
- 12 aprile - Charles Napier, attore e produttore cinematografico statunitense († 2011)
- 12 aprile - Kennedy Simmonds, politico nevisiano
- 13 aprile - Nicolas Alfonsi, politico francese († 2020)
- 13 aprile - Joseph D'Appolito, ingegnere statunitense
- 13 aprile - Dr. Wagner, wrestler messicano († 2004)
- 13 aprile - Pierre Rosenberg, storico dell'arte e saggista francese
- 13 aprile - Trevor Smith, calciatore inglese († 2003)
- 13 aprile - Giancarlo Zizola, giornalista e scrittore italiano († 2011)
- 14 aprile - Ivan Dias, cardinale e arcivescovo cattolico indiano († 2017)
- 14 aprile - Francesco Mattesini, storico italiano
- 14 aprile - Frank Serpico, poliziotto statunitense
- 15 aprile - José Becerra, pugile messicano († 2016)
- 15 aprile - Sergio Boschiero, politico e giornalista italiano († 2015)
- 15 aprile - Francesco Carta, ex calciatore italiano
- 15 aprile - Beate Hasenau, attrice e doppiatrice tedesca († 2003)
- 15 aprile - Raymond Poulidor, ciclista su strada francese († 2019)
- 15 aprile - Pen Sovan, politico cambogiano († 2016)
- 15 aprile - Sisinio Zito, politico italiano († 2016)
- 16 aprile - Alberto Latini, ex calciatore italiano
- 16 aprile - Andy Romano, attore statunitense († 2022)
- 16 aprile - Luis Villa, cestista argentino († 2012)
- 17 aprile - Hilde Schramm, politica e attivista tedesca
- 18 aprile - Mario Campi, architetto svizzero († 2011)
- 18 aprile - Richard A. Colla, regista statunitense († 2021)
- 18 aprile - Tarcisio Gitti, politico e avvocato italiano († 2018)
- 18 aprile - Tommy Ivo, attore e pilota automobilistico statunitense
- 18 aprile - Moshe Levi, generale israeliano († 2008)
- 18 aprile - Don Ohl, cestista statunitense († 2024)
- 18 aprile - Jan Sokol, politico, filosofo e attivista ceco († 2021)
- 19 aprile - Yvon Bouchard, attore canadese
- 19 aprile - Wilfried Martens, politico belga († 2013)
- 20 aprile - Modestino Acone, politico italiano
- 20 aprile - Alfonso di Borbone Dampierre, nobile spagnolo († 1989)
- 20 aprile - Alvaro Cardin, politico italiano
- 20 aprile - Lisa Davis, attrice britannica
- 20 aprile - Shigeyoshi Kasahara, allenatore di pallacanestro giapponese
- 20 aprile - Giuseppe Mottola, politico italiano († 2007)
- 20 aprile - Ezio Ranaldi, compositore italiano
- 20 aprile - Pat Roberts, politico statunitense
- 20 aprile - Rolando Rocchi, cestista e allenatore di pallacanestro italiano († 1983)
- 21 aprile - Robert Cleary, hockeista su ghiaccio statunitense († 2015)
- 21 aprile - Joe Francis, giocatore di football americano statunitense († 2013)
- 21 aprile - Roland Guenter, storico dell'arte tedesco
- 22 aprile - C.D.B. Bryan, scrittore e giornalista statunitense († 2009)
- 22 aprile - Glen Campbell, cantante, polistrumentista e paroliere statunitense († 2017)
- 22 aprile - Eiko Masuyama, doppiatrice giapponese († 2024)
- 22 aprile - Giancarlo Sarti, cestista e dirigente sportivo italiano († 2022)
- 23 aprile - Bruno d'Agostino, archeologo e etruscologo italiano
- 23 aprile - Virginia Da Brescia, cantante e attrice italiana († 2017)
- 23 aprile - Adelheid Duvanel, scrittrice e pittrice svizzera († 1996)
- 23 aprile - Jaroslav Křivý, cestista cecoslovacco († 2020)
- 23 aprile - Mario Milano, arcivescovo cattolico italiano
- 23 aprile - Roy Orbison, cantautore e chitarrista statunitense († 1988)
- 23 aprile - Santino Pagano, politico italiano
- 23 aprile - Tucker Smith, attore, cantante e ballerino statunitense († 1988)
- 24 aprile - Akwasi Afrifa, politico e generale ghanese († 1979)
- 24 aprile - Guillermo Escalada, calciatore uruguaiano († 2023)
- 24 aprile - Jill Ireland, attrice e ballerina britannica († 1990)
- 24 aprile - Sergio Pensotti, ex calciatore italiano
- 25 aprile - Henck Arron, politico surinamese († 2000)
- 25 aprile - Ernesto Bono, ciclista su strada e pistard italiano († 2018)
- 25 aprile - Domenico Cacopardo, magistrato, scrittore e conduttore radiofonico italiano
- 25 aprile - Nikita Chubov, regista sovietico († 2018)
- 25 aprile - Santiago Isasi, calciatore spagnolo († 2017)
- 25 aprile - Freddie Little, ex pugile statunitense
- 25 aprile - Leonel Sánchez, calciatore e allenatore di calcio cileno († 2022)
- 25 aprile - Saul Swimmer, regista e produttore cinematografico statunitense († 2007)
- 26 aprile - Pat Quinn, calciatore e allenatore di calcio scozzese († 2020)
- 26 aprile - Nino Scardina, attore e doppiatore italiano
- 26 aprile - Llorenç Vidal Vidal, poeta, pedagogo e pacifista spagnolo
- 26 aprile - Heinz Vollmar, calciatore tedesco († 1987)
- 27 aprile - Luca Colasanto, politico, editore e giornalista italiano
- 27 aprile - Néstor Gonçalves, calciatore uruguaiano († 2016)
- 27 aprile - Kalevi Oikarainen, fondista finlandese († 2020)
- 28 aprile - Tareq Aziz, politico e diplomatico iracheno († 2015)
- 28 aprile - Arnold Esch, storico tedesco
- 28 aprile - Per Martinsen, calciatore norvegese († 2021)
- 28 aprile - Antonio Palafox, ex tennista e allenatore di tennis messicano
- 28 aprile - Vladimir Saraev, calciatore sovietico († 2010)
- 28 aprile - John Tchicai, sassofonista e compositore danese († 2012)
- 29 aprile - Viktor Ageev, pallanuotista sovietico († 2023)
- 29 aprile - José Antonio García-Blázquez, scrittore spagnolo († 2019)
- 29 aprile - Zubin Mehta, direttore d'orchestra indiano
- 29 aprile - Lucilla Morlacchi, attrice italiana († 2014)
- 29 aprile - Adolfo Nicolás, gesuita spagnolo († 2020)
- 29 aprile - Alejandra Pizarnik, poetessa e traduttrice argentina († 1972)
- 29 aprile - Jacob Rothschild, IV barone Rothschild, banchiere britannico († 2024)
- 29 aprile - Kai Sjøberg, calciatore norvegese († 1994)
- 29 aprile - Lane Smith, attore statunitense († 2005)
- 29 aprile - Tan Eng Bock, pallanuotista singaporiano († 2020)
- 30 aprile - Carlos Correa, calciatore uruguaiano († 2013)
- 30 aprile - Maria Falcone, attivista italiana
- 30 aprile - Antonio García-Bellido, biologo spagnolo
- 30 aprile - Roger Haight, gesuita e teologo statunitense († 2025)
- 30 aprile - Francesco La Saponara, politico italiano
- 30 aprile - Attilio Peluso, politico italiano